# Andrzej Kobylański
Andrzej Kobylański (Ostrowiec Świętokrzyski, 31 de julho de 1970) é um ex-futebolista profissional polaco, atuava como meio-campo, medalhista olímpico de prata.
Andrzej Kobylański conquistou a a medalha de prata em Barcelona 1992.